# Sergentomyia gracilis
Sergentomyia gracilis är en tvåvingeart som först beskrevs av Kirk och Lewis 1952.  Sergentomyia gracilis ingår i släktet Sergentomyia och familjen fjärilsmyggor.
Artens utbredningsområde är Kenya. Inga underarter finns listade i Catalogue of Life.